# Elias Daniel von Sommerfeld
Elias Daniel von Sommerfeld (auch Elias von Sommerfeld; * 7. April 1681 in Birkholz bei Schwiebus, Herzogtum Glogau; † 26. Juli 1742 in Breslau) war Titularbischof von Leontopolis und von 1714 bis 1742 Weihbischof in Breslau.

## Leben
Seine Eltern waren Theodor von Sommerfeld, Erbherr auf Birkholz und Anna Katharina, geborene von Hoffmann. Zwar waren beide von Geburt protestantisch, da Theodor jedoch schon in der Jugend zum Katholizismus konvertiert war, ließ er seine Kinder katholisch taufen und erziehen.
Elias Daniel studierte bis 1696 die Humaniora bei den Glogauer Jesuiten, danach Philosophie am Breslauer Jesuitenkolleg. Dort empfing er am 5. Juni 1700 die niederen Weihen. Auf Empfehlung des Rektors studierte er ab Oktober 1700 als Alumne des Collegium Germanicum in Rom. Am 22. März 1704 empfing er in der Laterankirche die Priesterweihe und promovierte vier Tage später in Perugia zum Doktor der Theologie. Am 13. Oktober 1702 erhielt er ein Kanonikat am Breslauer Dom und am 13. Juni 1704 wurde er in das Domkapitel aufgenommen, wo er eine bedeutende Stellung erlangte. Zusammen mit dem Dechanten Graf Frankenberg erarbeitete er einen Entwurf, mit dem die Bestimmungen über die Aufnahme in das Domkapitel neu abgefasst wurden. Die Satzung wurde am 2. Juni 1722 vom Generalkapitel genehmigt und blieb bis zur Säkularisation des Kapitels 1810 in Kraft.
Da er das Vertrauen des Bischofs Franz Ludwig von Pfalz-Neuburg genoss, wurde er von diesem nach dem Tod des Weihbischofs Anton Ignaz Müntzer am 25. Februar 1714 zu dessen Nachfolger bestimmt. Die päpstliche Bestätigung erfolgte am 11. Juni 1714 zugleich mit der Ernennung zum Titularbischof von Leontopolis. Die Bischofsweihe durch den Nuntius Spinola fand am 19. August 1714 in der St.-Hieronymus-Kirche in Wien statt. Am 3. November 1719 wurde er von Bischof Franz Ludwig zum Scholastiker ernannt. Da Bischof Franz Ludwig nur selten in Breslau residierte, übertrug er seinem Weihbischof Sommerfeld vielfältige Aufgaben, u. a. 1718 eine Generalvisitation des Bistums, die bis 1723 andauerte. Den von Sommerfeld erstellten Visitationsprotokollen kann u. a. entnommen werden, dass er sich für eine bessere Bildung des Klerus einsetzte.
Besondere Verdienste erwarb er sich um die Gründung eines Alumnats für die Breslauer Priesteramtskandidaten, das 1731 eröffnet wurde. Die Statuten wurden nach dem Vorbild des Collegium Germanicum verfasst. Im selben Jahr weihte er am 7. Oktober die Klosterkirche von Wahlstatt und am 15. Mai 1732 die von Johann Georg Urbansky geschaffene Statue des böhmischen Landesheiligen Johannes von Nepomuk vor der Breslauer Kreuzkirche.
Nach dem Tod des Bischofs Franz Ludwig 1732 gehörte Weihbischof Sommerfeld zu den aussichtsreichsten Kandidaten der anstehenden Bischofswahl. Er blieb jedoch chancenlos, da das Kaiserhaus mit allen Mitteln den Raaber Bischof, Kardinal Philipp Ludwig von Sinzendorf, durchsetzte.
Da ihm die religiöse Unterweisung der Jugend ein großes Anliegen war, gab er mit kirchlicher Druckerlaubnis einen neuen Katechismus heraus. Er erschien 1735 unter dem Titel Kurzer Verfaß katholischer Glaubenslehre, oder Summa christlicher Lehre vor die unerfahrne Herzen und junge Kinder. Gedruckt wurde er in Breslau vom Fürstbischöflichen Hofbuchdrucker Karl Friedrich Hilsen.
Nach der Besetzung Schlesiens im Ersten Schlesischen Krieg 1741 durch Preußen, weigerten sich Weihbischof Sommerfeld und weitere Mitglieder des Domkapitels, dem preußischen König Friedrich II. zu huldigen. Deshalb verließ er am 26. August 1741 Breslau und begab sich vorübergehend in die polnischen Anteile des Bistums, wo er ebenfalls Pontifikalhandlungen durchführte. Erst nachdem Erzherzogin Maria Theresia in ihrer Eigenschaft als Königin von Böhmen das Domkapitel von dem ihr geleisteten Treueeid befreite, kehrte Weihbischof Sommerfeld nach Breslau zurück.
Während seiner 28-jährigen Amtszeit vollzog Weihbischof Sommerfeld unzählige Pontifikalhandlungen. U. a. weihte er 1819 Priester, infulierte 28 Prälaten und Äbte und benedizierte vier Äbtissinnen. Zudem weihte er 55 Kirchen und legte am 6. Dezember 1728 den Grundstein für die Breslauer Aula Leopoldina. Außerdem setzte er sich für den Ausbau der Dombibliothek ein und stellte einen Bibliothekar ein, der für die Katalogisierung des Bestandes zuständig war und die Bibliothek an bestimmten Tagen für die Öffentlichkeit zu öffnen hatte.
Seine letzten Jahre waren überschattet von Auseinandersetzungen mit dem Domherrn und späteren Fürstbischof Philipp Gotthard von Schaffgotsch, der sich als Freimaurer bekannte und deren Gedankengut verbreitete.
Elias Daniel von Sommerfeld starb am 26. Juli 1742 in Breslau. Seinem Wunsch entsprechend wurde sein Leichnam im Dom in der Kapelle des von ihm verehrten Karl Borromäus beigesetzt.